# 雅帕拉伊巴
雅帕拉伊巴是巴西米纳斯吉拉斯州的一个市镇。总面积172.129平方公里，总人口3688人，人口密度21.4人/平方公里。